# 大沽砲台

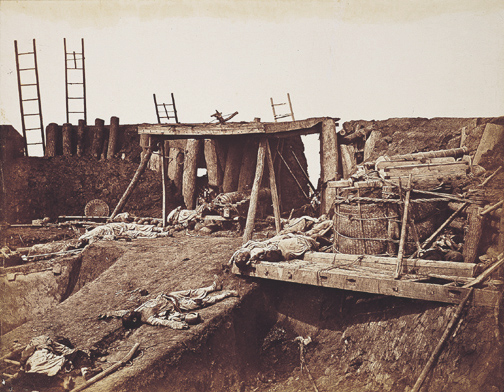
1860年8月21日に英仏連合軍に占領された直後の大沽砲台

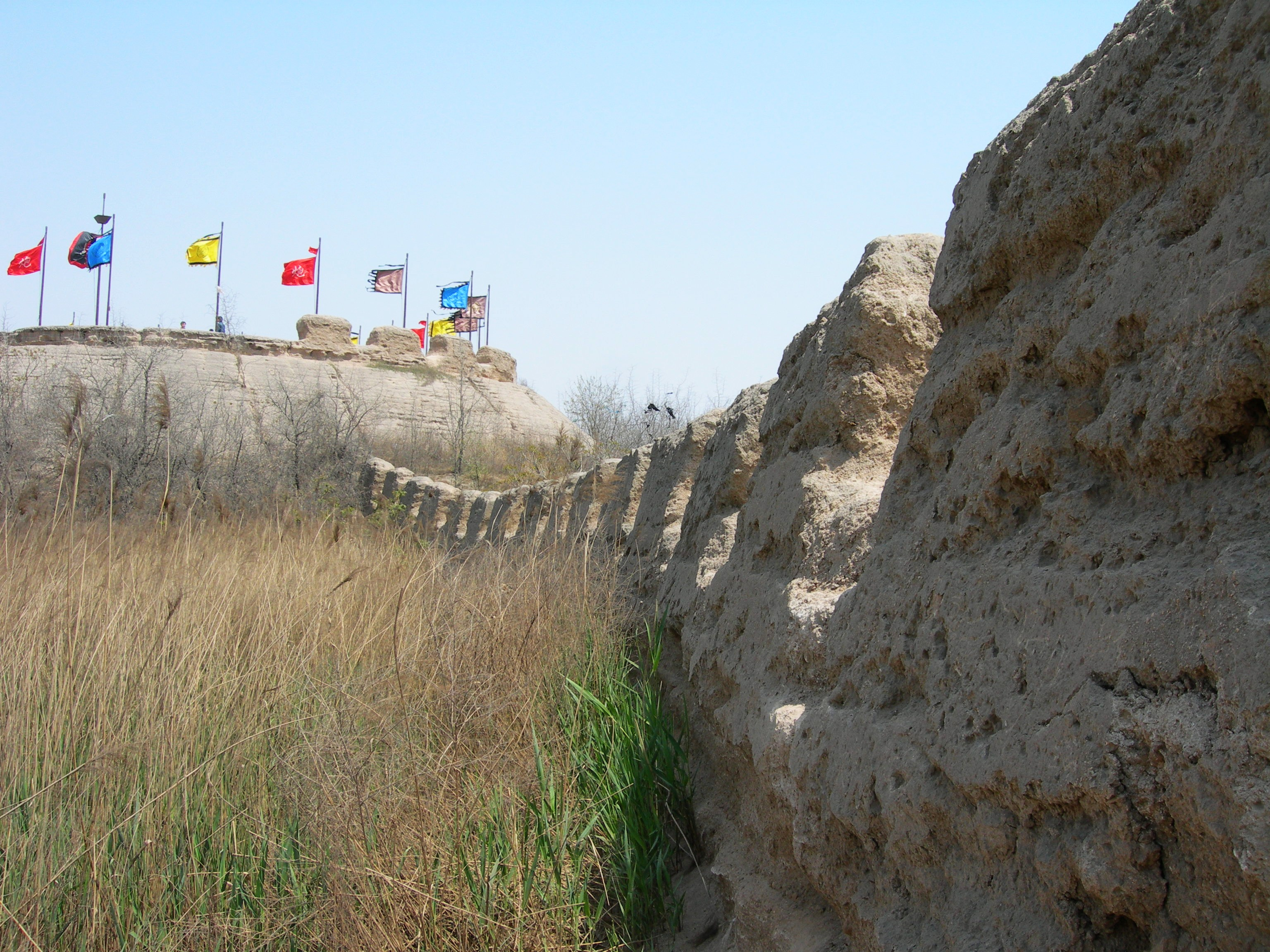

大沽砲台（たいこほうだい）は、中国北京・天津の海の玄関口にあたる大沽（現・天津市浜海新区）に諸外国からの攻撃に備える目的で構築された砲台である。
最初に砲台が構築されたのは明の嘉靖帝期の1522年から1527年にかけてである。
清になって1840年のアヘン戦争で実際に外国からの攻撃の可能性が高まってくると大沽砲台は更に増強され、「威」「鎮」「海」「門」「高」の5つの大砲台と20の小砲台が設置された。
さらにアロー戦争によって1858年6月に外国との不平等条約である天津条約を結ぶと、清朝内で諸外国に対する反感が増大してきたため、欽差大臣の僧格林沁に大沽砲台の増強が命じられた。僧格林沁は1859年6月の大沽砲台の戦いでイギリス・フランス連合軍を撃退したが、結局翌1860年8月21日に大沽砲台は占領され、10月13日には北京も占領された。
1900年、清朝は義和団の乱の最中に外国列強から大沽砲台の引き渡しを求められたがこれを拒否した。すると列強は大沽砲台を攻撃、占領したため、清朝は列強に宣戦布告した。だが清朝は列強の八カ国連合軍に惨敗し、その和平協定である北京議定書の中で大沽砲台を撤去する事が明記された。
現在、砲台の跡地は2つが現存しており、その1つが1988年に補修され、1997年6月から公開されている。